# Gaoth Dobhair
Gaoth Dobhair (nieoficjalnie, po angielsku: Gweedore) – miasto w hrabstwie Donegal w Irlandii.
Pochodzi stąd piosenkarka Enya.